# ریچارد جول (فیلم)
ریچارد جول (انگلیسی: Richard Jewell) یک فیلم در ژانر درام و زندگی‌نامه‌ای به کارگردانی کلینت ایستوود است که در سال ۲۰۱۹ منتشر شد. این فیلم بر اساس مقاله «کابوس آمریکایی: تصنیف ریچارد جول» نوشته ماری برنر است که در سال ۱۹۹۷ توسط مجله ونیتی‌فیر به چاپ رسیده بود. این فیلم روایت‌گر داستان ریچارد جول نگهبان امنیتی بی‌گناه می‌باشد که در حین بمب‌گذاری در المپیک ۱۹۹۶ آتلانتا جان انسان‌های زیادی را نجات داد اما چند روز پس از این اتفاق متهم به انجام این بمب‌گذاری شد.
این فیلم اولین نمایش جهانی خود را در ۲۰ نوامبر ۲۰۱۹ در انستیتوی فیلم آمریکا داشت و در ۱۳ دسامبر ۲۰۱۹ توسط برادران وارنر پیکچرز در ایالات متحده اکران شد. عموماً نقدهای مثبتی از سوی منتقدان دریافت کرد، با تمجید از اجراها (به ویژه بیتس، راکول و هاوزر) و کارگردانی ایستوود. با این حال، چندین روزنامه‌نگار از تصویر انتقادی گزارشگری که برای اولین بار جول را متهم کرد، انتقاد کردند: کتی اسکراگز (مخصوصاً برای معامله رابطه جنسی با داستان‌ها، همچنین در تعقیب به تصویر کشیده شده است). این فیلم توسط هیئت ملی بازبینی به عنوان یکی از ده فیلم برتر سال انتخاب شد. این فیلم در مقابل بودجه ۴۵ میلیون دلاری خود ۴۳٫۷ میلیون دلار فروخت. بیتس برای بازی خود برنده جایزه هیئت ملی بازبینی بهترین بازیگر نقش مکمل زن و نامزدی در جوایز اسکار و گلدن گلوب شد.

## داستان
در سال ۱۹۸۶، ریچارد جول به عنوان یک کارمند تأمین دفتر در اداره تجارت کوچک کار می‌کند، جایی که با وکیل واتسون برایانت رابطه برقرار می‌کند. در نهایت، جول شرکت را ترک می‌کند تا شغل مجری قانون را دنبال کند. در یک نقطه، جول به عنوان معاون کلانتر استخدام می‌شود، اما در نهایت اخراج می‌شود. در اوایل سال ۱۹۹۶، او به عنوان یک نگهبان در دانشگاه پیمونت کار می‌کند، اما پس از شکایات متعدد به دلیل اقدام خارج از صلاحیت خود اخراج می‌شود. جول بعداً با مادرش بابی در آتلانتا نقل مکان می‌کند. در تابستان ۱۹۹۶، او به عنوان نگهبان در بازی‌های المپیک کار می‌کند و پارک سنتنیال را زیر نظر دارد.
در اوایل صبح روز ۲۷ ژوئیه ۱۹۹۶، پس از تعقیب افراد مست در کنسرت جک مک و حمله قلبی، جول متوجه بسته مشکوکی در زیر یک نیمکت می‌شود که کارشناس مواد منفجره تأیید می‌کند که حاوی بمب است. تیم امنیتی، افسران پلیس، مأمور اف‌بی‌آی تام شاو و دوست جول، دیو داچس، شرکت‌کنندگان در کنسرت را قبل از انفجار بمب از آن دور می‌کنند و جول به عنوان یک قهرمان معرفی می‌شود.
پس از تماس رئیس کالج پیمونت در مورد بیزاری و سوء ظن او نسبت به جول، شاو و تیمش به این نتیجه رسیدند که جول، به عنوان یک افسر پلیس سفیدپوست، مرد و «خواسته»، با مشخصات معمول مرتکب جنایات مشابه مطابقت دارد. آنها او را با دیگرانی مقایسه می‌کنند که با نجات مردم از موقعیت خطرناکی که خودشان ایجاد کرده بودند به دنبال شکوه و توجه بودند و …

## بازیگران
- سم راکول
- اولیویا وایلد
- کتی بیتس
- پاول والتر هوزر
- جان هم
- دیلان کوسمن
- وین دووال
- نینا آریاندا

## بازخوردها

### گیشه
ریچارد جول ۲۲٫۳ میلیون دلار در ایالات متحده و کانادا، و ۲۱٫۳ میلیون دلار در سایر مناطق، برای مجموع ۴۳٫۷ میلیون دلار در سراسر جهان، در مقابل بودجه تولید ۴۵ میلیون دلار، به دست آورد. عملکرد این فیلم توسط چندین رسانه به عنوان یک شکست باکس آفیس شناخته شد.

### پاسخ انتقادی
- گردآورنده بررسی راتن تومیتوز بر اساس ۲۹۳ بررسی، با میانگین امتیاز ۶٫۹/۱۰، رتبه تأیید ۷۷٪ را گزارش کرد. اجماع انتقادی این وب‌سایت می‌گوید: «ریچارد جول وقایع زندگی واقعی را که الهام‌بخش آن هستند، ساده‌سازی می‌کند – با این حال هنوز ثابت می‌کند که کلینت ایستوود یک فیلمساز ماهر با اقتصاد تحسین‌برانگیز است».[۹]
- در متاکریتیک، یکی دیگر از جمع‌آوری‌کننده‌های نقد، بر اساس ۴۵ منتقد، میانگین وزنی نمره ۶۸ از ۱۰۰ را به فیلم اختصاص داد، که نشان‌دهنده «بررسی‌های عموماً مطلوب» است.
- تماشاگران در نظرسنجی سینماسکور به فیلم نمره متوسط "A" را در مقیاس A + تا F دادند.[۱۰]